# Camarès (tổng)
Tổng Camarès là một tổng thuộc tỉnh Aveyron trong vùng Occitanie.
Tổng này được tổ chức xung quanh Camarès ở quận Millau. Độ cao khu vực này dao động từ 351 m (Gissac) đến 1 092 m (Peux-et-Couffouleux) với độ cao trung bình 538 m.

## Hành chính
| Giai đoạn | Ủy viên     | Đảng | Tư cách |
| --------- | ----------- | ---- | ------- |
| 2008-2014 | Jean Milesi | DVD  |         |
| 2001-2008 | Jean Milesi | DVG  |         |

## Các đơn vị trực thuộc
Tổng Camarès gồm 10 xã với dân số 2 323 người (điều tra dân số năm 1999, dân số không tính trùng)
| Xã                  | Dân số | Mã bưu chính | Mã insee |
| ------------------- | ------ | ------------ | -------- |
| Arnac-sur-Dourdou   | 30     | 12360        | 12009    |
| Brusque             | 366    | 12360        | 12039    |
| Camarès             | 1 008  | 12360        | 12044    |
| Fayet               | 271    | 12360        | 12099    |
| Gissac              | 97     | 12360        | 12109    |
| Mélagues            | 102    | 12360        | 12143    |
| Montagnol           | 159    | 12360        | 12147    |
| Peux-et-Couffouleux | 109    | 12360        | 12179    |
| Sylvanès            | 117    | 12360        | 12274    |
| Tauriac-de-Camarès  | 64     | 12360        | 12275    |

## Biến động dân số
| 1962                                                     | 1968  | 1975  | 1982  | 1990  | 1999  |
| -------------------------------------------------------- | ----- | ----- | ----- | ----- | ----- |
| 3 035                                                    | 3 314 | 2 941 | 2 902 | 2 576 | 2 323 |
| Nombre retenu à partir de 1962 : dân số không tính trùng |       |       |       |       |       |